# Ptolemeu II Filadelf

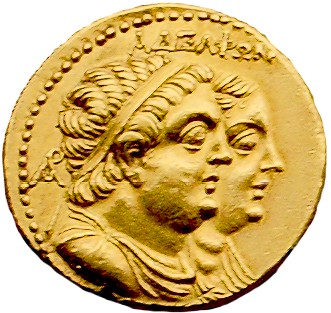
Ptolemeu II i Arsínoe II.

Ptolemeu II Filadelf (grec antic: Πτολεμαῖος Φιλάδελφος, Ptolemaios Filàdelfos) (illa de Cos, 309 aC - 29 de gener del 246 aC) fou rei d'Egipte de la dinastia Ptolemaica. Era fill de Berenice I i Ptolemeu I Soter, succeí a son pare a la mort d'aquest.

## Joventut i successió
Va néixer a l'illa de Cos on la seva mare acompanyava el marit durant la campanya d'aquell any. Va rebre una cuidada educació; el poeta elegíac Filetes de Cos i el literat Zenodot d'Efes foren els seus preceptors. Era de constitució feble i poc adequat per la direcció d'exèrcits.
Encara que tenia dos fills més gran del primer matrimoni, Ptolemeu I Soter tenia preferència per Filadelf, i volia excloure aquells de la successió, però s'hi oposava el seu conseller Demetri de Falèron. Ptolemeu va imposar el seu punt de vista i el 285 aC va convocar una assemblea popular a Alexandria, en la qual va anunciar que transferia la reialesa al seu fill Ptolemeu II Filadelf (gener del 284 aC). Es van celebrar festes i processions de gran magnificència. Uns dos anys després Ptolemeu va morir entre gener i l'estiu del 282 aC i Filadelf li va fer un esplèndid funeral, col·locant el seu cos al mausoleu d'Alexandre i rendint-li honors divins. Ptolemeu Ceraune i Meleagre van abandonar Egipte (284 aC) i la seva autoritat no fou posada en qüestió en els dos anys en què encara va viure Ptolemeu I.

## Govern
A la mort del pare va apartar d'entre els seus consellers Demetri de Falèron i poc després va fer matar el seu germà Argeos, acusat de conspirar contra la seva vida. Un altre germà va intentar una revolta a Xipre i va patir la mateixa sort, i la seva primera dona Arsínoe I, filla de Lisímac, fou desterrada a Coptos acusada de conspiració. Després d'això va prendre la sorprenent decisió de casar-se amb la seva germana Arsínoe II, la vídua de Lisímac (que era més gran que ell mateix), en violació de les nocions religioses dels grecs però no dels egipcis. A Arsinoe II li va tenir sempre un bon tracte i a la seva mort li va fer construir un temple. Amb la primera Arsinoe va tenir tres fills, Ptolemeu (futur Ptolemeu III Evergetes I), Ptolemeu (que fou virrei de Xipre); i una fill anomenada Berenice que es va casar més tard amb Antíoc II Theós. Amb la segona no va tenir fills.
La seva atenció principal va estar en els afers interns. Restauració de temples i obres de tota mena.

### Conflictes exteriors i revoltes
El 276 aC Ptolemeu II va envair Síria fins a la regió de Damasc, que considerava dins la seva zona d'influència. Antíoc I Soter que era a Sardes, va marxar a la regió i va rebutjar als egipcis.
Tot seguit Ptolemeu es va enfrontar amb el seu oncle Magas, governador de Cirene, que el 274 aC es va fer independent de fet, es va aliar a Antíoc I Soter de Síria (es va casar amb la seva germana Apama) i encara va envair Egipte, avançant fins a Paretónion però va haver de retornar davant la revolta de la tribu dels marmàrides instigada pels egipcis (aquesta rebel·lió es creu que fou l'obra d'Arsinoe II la dona de Ptolemeu II). Quan Ptolemeu l'anava a perseguir els seus mercenaris galàtes es van amotinar i va haver d'abandonar la persecució.
En aquestes circumstàncies Magas va tornar de provar una segona invasió i va avançar fins a la frontera ocupant aquesta vegada Paretónion. La flota egípcia mentre va passar a l'atac i va desembarcar a Cilícia, que va ocupar i va seguir Pamfília i les costes de Lícia i de Cària amb les ciutats de Cnidos i Halicarnàs entre d'altres. També va ocupar algunes de les illes Cíclades de la mar Egea, especialment Samos. Soldats egipcis van desembarcar també a Itarcos, a Creta i a algunes ciutats de la costa fenícia (la principal Arvad). Tot això va impedir a Antíoc atacar per Síria i ajudar Magas.
Finalment el 272 aC es va fer la pau i Egipte va conservar Cilícia occidental, i les costes de Pamfília, Lícia i Cària, la Celesíria i Fenícia i la Jònia, Cíclades i Samos, però Magas fou reconegut com a rei de Cirene i la seva jove filla Berenice es va casar amb Ptolemeu, fill gran de Filadelf.

### Guerra a Grècia i Guerra d'Èumenes
La guerra va seguir a Grècia on Ptolemeu va enviar una flota sota comandament de Patrocles, per ajudar els atenencs contra Antígon Gònates. També va fer un tractat amb Roma, després que aquesta república hagués derrotat de fet a Pirros de l'Epir i va romandre lleial a aquesta aliança durant la guerra contra els cartaginesos.
El 263 aC el governador (sàtrapa) de Pèrgam, Èumenes, nebot i successor de Fileter de Pèrgam, es va declarar independent amb el títol de "Basilios" (rei), el que va portar a la guerra amb el sobirà selèucida de Síria («Guerra d'Èumenes»). Les complicitats exteriors inicials d'Èumenes no són prou clares, però hom assumeix que foren els egipcis qui van instigar la seva revolta, i després apareixen com els seus proveïdors de finançament. Èumenes va poder contractar un exèrcit de mercenaris amb els diners egipcis, i amb aquests mercenaris va derrotar les forces d'Antíoc prop de Sardes (262 aC) segellant la seva independència i adquirint una bona part de l'Àsia Menor.

### Pau i política
El 261 aC a la mort d'Antíoc I va fer la pau amb el seu fill Antíoc II Theós sobre la base del manteniment de les posicions vigents. La filla de Filadelf, Berenice, es va casar amb Antíoc II. La pau no va durar i la rebel·lió del seu fill bastard Ptolemeu, governador de la Jònia Egípcia, instigada per Antíoc, va suposar el reinici de les hostilitats (260 aC). Els selèucides van recuperar Cilícia i la costa fenícia i van retornar la llibertat a les ciutats fenícies, especialment Arvad (259 aC) on fou proclamat Gerostrat amb el seu fill Estrató. El 258 aC els selèucides van entrar a Efes, capital de la Jònia Egípcia, i a Milet, i van ocupar tota la regió. Antígon II Gònates de Macedònia, aliat als Selèucides, també va derrotar els egipcis en aigües de l'illa de Cos. Ptolemeu, el governador de Jònia, fou finalment assassinat. Aquesta guerra, anomenada Segona Guerra de Síria, va acabar finalment amb un nou tractat de pau (255 aC), en virtut del qual, en un dels acords, Antíoc repudiaria a la seva dona Laodice (que era sa cosina germana) i es casaria amb Berenice, filla de Ptolemeu II, i el fill d'aquesta unió seria proclamat hereu passant per davant dels drets dels quatre fills de Laodice (Seleuc, Laodice, Estratonice i Antíoc conegut com a Antíoc Hierax); Egipte va renunciar a Jònia (incloent algunes illes), a Cilícia i a Celesíria.
El 252 aC Antíoc II Theós va repudiar a la seva muller segons allò pactat amb Egipte i el 251 aC es va casar amb Berenice. D'aquesta unió va néixer un infant, de nom desconegut.
A Grècia va donar suport a la Lliga Aquea dirigida per Àratos de Sició, contra l'hegemonia macedònia. Aratos va rebre diners egipcis i fou molt ben acollit quan va visitar Alexandria.
Internament va lluitar activament contra els bandits que infectaven l'Alt Egipte i va fer una expedició fins a Etiòpia, establint relacions amistoses amb les tribus. D'aquestes regions va obtenir els elefants que va poder utilitzar per a la guerra que anteriorment només podien ser importats de l'Índia i per aquest objectiu es va fundar una factoria anomenada Ptolemais, a la frontera de Núbia. També va fundar la ciutat d'Arsinoe com a cap de la navegació comercial de la mar Roja, just al lloc de la moderna Suez (que fou connectada amb el Nil per la neteja d'un antic canal contrit pel faraó Nekau), i la ciutat de Berenice, a la costa egípcia de la mar Roja, més avall del tròpic, connectada amb la ciutat de Coptos a la vall del Nil, que fou per molt de temps la ruta principal de les mercaderies de l'Índia, Aràbia i la costa africana. Va enviar també una expedició dirigida per Sàtir en viatge d'exploració per la costa oest de la mar Roja, i va fundar una altra ciutat de nom Berenice vers la latitud de Mèroe. A l'Índia hi va enviar un ambaixador anomenat Dionisios.
Vers el 270 aC, el rei Ergamenes de Mèroe (Arkamino-qo) va destruir Napata i es va traslladar a Mèroe que va passar a ser capital única, però a Napata va sorgir resistència i Ptolemeu va ser aliat d'Ergamenes amb el qual va tenir bones relacions.

## Protecció de la cultura
Fou patró de la literatura i de la ciència; el Museu d'Alexandria va acollir al més distingits homes de lletres de l'època i a la biblioteca es van acumular les principals obres sota l'eficaç direcció del bibliotecari Zenodotos d'Efes, que havia estat el seu preceptor, i després del poeta Cal·límac. Entre els seus protegits van estar els poetes Filetes de Cos i Teòcrit de Siracusa (aquest darrer va escriure un panegíric sobre el rei), els filòsofs Hegèsies de Cirene i Teodor, el matemàtic Euclides i els astrònoms Timocaris, Aristarc de Samos i Aratos. En el seu regnat, i potser a petició del rei, Manetó va escriure la història de les dinasties egípcies. També va fer traduir al grec les escriptures sagrades dels jueus (en general va afavorir els jueus que van continuar establint-se a Alexandria, i va posar la seva religió al mateix nivell que la grega en molts aspectes).
En les belles arts va afavorir la pintura i l'escultura però sense personatges destacats; Aratos de la Lliga Aquea va obtenir el seu favor quan li va regalar pintures de l'escola de pintors de Sició. En arquitectura va construir grans monuments a Alexandria (per exemple el museu, el far, i el mausoleu reial al qual va portar el cos d'Alexandre el Gran des de Memfis i hi va enterrar al seu pare i mare, amb un magnifica temple dedicat als seus ancestres convertits en deïtats tutelars d'Egipte). Va fundar nombroses ciutats especialment a la costa de la mar Roja (dos de nom Arsinoe, dos Berenice, una Filotera), a Cilícia i a Celesíria (en aquest darrer va refundar Ptolemais sobre l'antiga Akke).

## Egipte en temps de Filadelf
Durant el seu govern tenia un exèrcit de 200.000 homes i 40.000 cavalls, amb carros de combat i elefants, i una flota de 1500 vaixells alguns de prou grans. El tresor tenia un actiu de 740000 talents (el producte anyal del país era de 14800 talents). Dominava Egipte, Núbia, Líbia (de fet no es va unir a Egipte en virtut del matrimoni de Berenice, filla de Magas, amb Ptolemeu, fill de Filadelf, fins que aquest fou rei), Fenícia-Celesíria (perdut el 258 aC), Xipre, Lícia Cària i les Cíclades i durant bona part del regnat també Cilícia i Pamfília.

## Mort del rei
Va traspassar de mort natural després d'un regnat d'uns 38 anys (36 des de la mort del pare). El va succeir el seu fill gran Ptolemeu III Evergetes I. A la seva mort, Antíoc II Theós de Síria, va canviar la seva decisió sobre la successió i va restaurar al seu fill gran, Seleuc, com a hereu, i va desheretar al fill que havia tingut amb Berenice.